# Relictocera qianzi
Espèce
Relictocera qianzi est une espèce d'araignées aranéomorphes de la famille des Psilodercidae.

## Distribution
Cette espèce est endémique de la province de Krabi en Thaïlande,. Elle se rencontre à Ao Luek dans la grotte Tham Petch.

## Description
Le mâle holotype mesure 2,70 mm et la femelle paratype 2,46 mm.

## Publication originale
- Chang, Li & Li, 2019 : On the genera Qiongocera and Relictocera (Araneae,Psilodercidae) from Southeast Asia. ZooKeys, no 862, p. 61-79 (texte intégral).